# Соренг, Арчана
Арчана Соренг (хинди अर्चना सोरेंग; род. в 1996 году, деревня Бихабандх, Сундаргарх, Одиша, Индия) — экологическая активистка из народа хариа. Она занимается повышением знаний об изменении климата, а также документацией, сохранением и продвижением традиций и культуры коренных народов.
Соренг была выбрана в качестве одного из семи членов Молодёжной консультативной группы по изменению климата, созданной Генеральным секретарем Организации Объединённых Наций в рамках молодёжной стратегии организации.

## Биография
Соренг из народа Хадия и выросла в Ражгангпуре в районе Сундаргарх штата Одиши. Она стала экологической активисткой после смерти отца. На протяжении всей своей жизни она была активным членом Индийского католического молодёжного движения.
Она была президентом студенческого союза TISS, а также также председателем Tribal Commission, также известной как Adivasi Yuva Chetna Manch, входящая в All India Catholic University Federation (AICUF). В настоящее время она работает научным сотрудником в Vasundhara Odisha. В организации она занимается практическими исследованиями в области политики в Бхубанешваре, работая в области управления природными ресурсами, прав народов и изменениями климата.